# Bunnythorpe
Bunnythorpe – wieś w Nowej Zelandii, na Wyspie Północnej, w regionie Manawatu-Wanganui.